# Jezioro Dobrzyckie
Jezioro Dobrzyckie (Zbiornik Wodny Dobrzyca) – sztuczny zbiornik wodny położony na rzece Gwdzie powyżej elektrowni wodnej Dobrzyca w Dobrzycy.
W jeziorze kończy swój bieg rzeka Piława – prawy dopływ Gwdy.
Jedna z zatok jeziora ciągnie się na zachód od drogi krajowej nr 11, wzdłuż której w wielu miejscach znajdują się parkingi dla wędkarzy.